# Chimarrhis cymosa
Espèce
Chimarrhis cymosa  est une espèce d'arbre de la famille des Rubiaceae originaire des petites Antilles.

## Noms vernaculaires
- Bois de rivière  en Martinique; Bois résolu en Guadeloupe[1].

## Synonymes
- Chimarrhis corymbosa A. Rich.
- Chimarrhis cyrrhosa  Steud.
- Macrocnemum longifolium  A. Rich.

## Description
- Arbre atteignant 20 m de haut, à cime arrondie et branches inférieures longues et étalées.
- Floraison de mai à août
- Fleurs blanc pâle en cyme large[1].

## Répartition
- Guadeloupe, Martinique, Dominique, Sainte-Lucie, Saint-Vincent